# Букурия
Букурия (рум. Bucuria) — село в Кагульском районе Молдавии. Является административным центром коммуны Букурия, включающей также село Тудорешть.

## География
Село расположено на высоте 115 метров над уровнем моря. Рядом с западной окраиной села, по направлению с севера на юг протекает река Большая Салчия (правый приток реки Ялпуг). В 300 м западнее северной окраины села в реку Большая Салчия впадает река Лучешть.

## История
Село Букурия было образовано 11 июня 1964 года из населённого пункта совхоза-завода «Трифештский».

## Население
По данным переписи населения 2004 года, в селе Букурия проживает 791 человек (368 мужчин, 423 женщины).
Этнический состав села:
| Национальность | Число жителей | Процентный состав |
| -------------- | ------------- | ----------------- |
| молдаване      | 569           | 71,93             |
| украинцы       | 78            | 9,86              |
| болгары        | 76            | 9,61              |
| русские        | 49            | 6,19              |
| гагаузы        | 15            | 1,9               |
| цыгане         | 1             | 0,13              |
| поляки         | 1             | 0,13              |
| прочие         | 2             | 0,25              |
| Всего          | 791           | 100 %             |